# Pseudoconnarus agelaeoides
Pseudoconnarus agelaeoides är en tvåhjärtbladig växtart som först beskrevs av Schellenberg, och fick sitt nu gällande namn av E. Forero. Pseudoconnarus agelaeoides ingår i släktet Pseudoconnarus och familjen Connaraceae. Inga underarter finns listade i Catalogue of Life.